# Empathy
Empathy – wieloplatformowy komunikator internetowy przeznaczony dla środowiska GNOME. Opiera się na bibliotece Telepathy. Empathy jest domyślnym komunikatorem w środowisku GNOME od wersji 2.24 oraz w dystrybucjach Ubuntu od wersji 9.10 i Fedora od wersji 12; zastąpiło w tej roli program Pidgin.
Empathy wspiera obecnie następujące protokoły:
- Salut
- Bonjour(inne języki)
- Facebook IM (przy pomocy plug-ina dla Pidgina lub przez XMPP)
- Gadu-Gadu
- Internet Relay Chat
- Lotus Sametime
- MySpaceIM
- MXit(inne języki)
- MSN Messenger / Windows Live Messenger
- Novell GroupWise
- OSCAR (AOL Instant Messenger / ICQ / MobileMe)
- QQ
- SIMPLE(inne języki)
- SILC(inne języki)
- XMPP (Google Talk, LiveJournal Talk, Gizmo5, Facebook)
- Yahoo! (podstawowe funkcje czatu i transfer plików)
- Zephyr